# Insurrección anarquista de diciembre de 1933
La insurrección anarquista de diciembre de 1933, también llamada por la tradición cenetista Revolución de diciembre de 1933, fue una huelga general revolucionaria acompañada de la actuación de milicias armadas que tuvo su epicentro en la ciudad de Zaragoza y en general en Aragón y La Rioja que pretendía implantar el comunismo libertario, y que se extendió por puntos de Extremadura, Andalucía, Cataluña y la cuenca minera de León. Se inició en Zaragoza el 8 de diciembre de 1933, el mismo día en que se reunían las nuevas Cortes republicanas tras la victoria electoral del centro-derecha del Partido Republicano Radical encabezado por Alejandro Lerroux y de la derecha católica de la CEDA, y una semana después, el 15 de diciembre, había sido completamente dominada por las fuerzas de orden público y por la intervención del ejército. El 18 de diciembre se formaba el primer gobierno del Partido Republicano Radical presidido por Alejandro Lerroux durante el segundo bienio de la Segunda República Española, con el apoyo desde el exterior de la CEDA. 
La de diciembre de 1933 fue la tercera y última de las insurrecciones llevadas a cabo por la CNT durante la Segunda República. La primera fue la Insurrección anarquista del Alto Llobregat en enero de 1932, y la segunda la Insurrección anarquista de enero de 1933, durante la cual se produjeron los famosos sucesos de Casas Viejas.  

## Historia

### Inicio

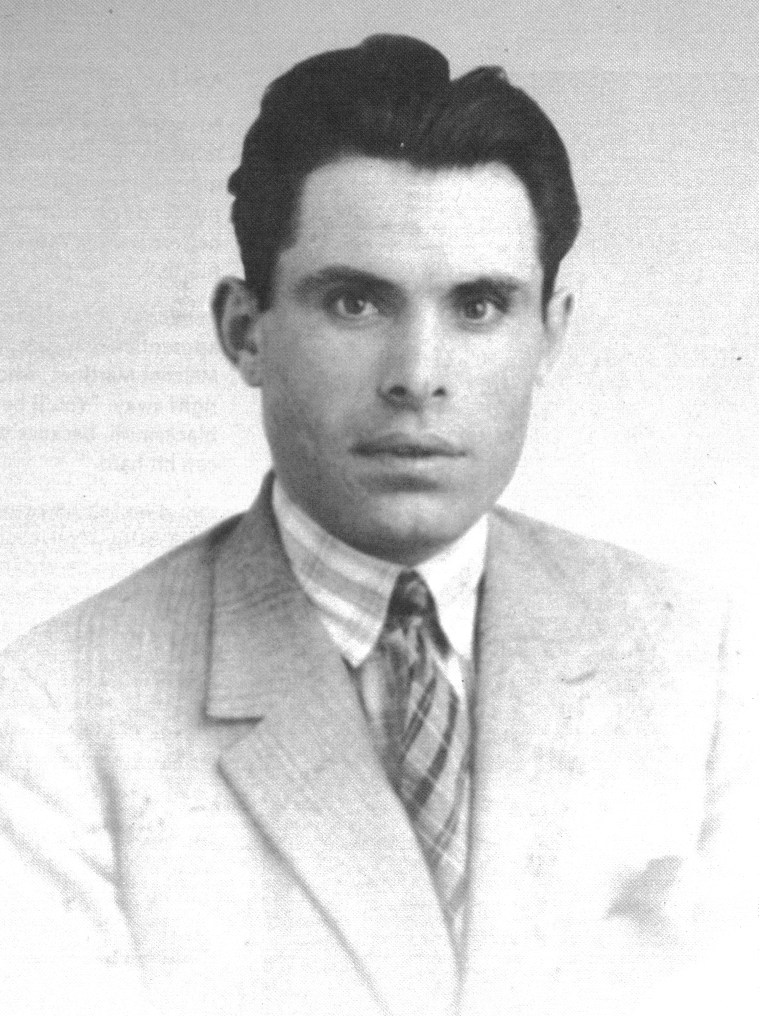
Buenaventura Durruti.

Aún no se había constituido el nuevo gobierno, cuando estalló la tercera insurrección anarquista de la historia de la República, y como las dos anteriores del primer bienio también resultó un completo fracaso. La decisión se había tomado nada más conocerse el resultado de la primera vuelta de las elecciones de noviembre de 1933 en un Pleno Nacional de la CNT celebrado en Zaragoza el 26 de noviembre, del que salió un comité revolucionario encargado de organizarla e integrado, entre otros, por Buenaventura Durruti, Cipriano Mera, Antonio Ejarque o Joaquín Ascaso, muchos de ellos miembros de la FAI. El mismo día en que se abrieron las nuevas Cortes, el 8 de diciembre, el gobernador civil de Zaragoza —Elviro Ordiales— ordenó cerrar los locales de la CNT como medida preventiva y desplegar las fuerzas de orden público por las calles, pero eso no evitó que por la tarde de ese mismo día y durante los seis siguientes los tiroteos y los enfrentamientos entre policías y revolucionarios que querían implantar el Comunismo Libertario se extendieran, en una ciudad paralizada por la huelga, muriendo doce personas solamente el primer día. El día 14 fue declarado el Estado de Guerra e intervino el Ejército para restablecer el orden, mientras guardias de asalto conducían los tranvías, escoltados por los soldados. El día 15 la CNT dio la orden de volver al trabajo y  al día siguiente la policía detenía al comité revolucionario (Durruti fue detenido después en Barcelona).

### Desarrollo
El movimiento insurreccional iniciado en Zaragoza se extendió a otras localidades de Aragón y de La Rioja, y allí donde se proclamó el comunismo libertario se produjeron los hechos más graves, siguiendo todos ellos un esquema similar: intento de apoderarse del cuartel de la guardia civil, detención de las autoridades y de las personas “pudientes”, quema de los archivos de la propiedad y documentos oficiales, abastecimiento de productos “de acuerdo con las normas del comunismo libertario”. La respuesta gubernamental fue siempre la misma: una dura represión. También hubo alzamientos anarquistas en puntos aislados de Extremadura, Andalucía, Cataluña y la cuenca minera de León, que el 15 de diciembre ya habían sido completamente dominados.

### Andalucía
En la provincia de Córdoba, destaca la revuelta anarcosindicalista de Bujalance, que se saldó con 10 víctimas mortales y decenas de detenidos. 

### Consecuencias
El balance de los siete días de la insurrección anarquista de diciembre de 1933 fue de 75 muertos y 101 heridos, entre los insurrectos, y 11 guardias civiles y 3 guardias de asalto muertos y 45 y 18 heridos, respectivamente, entre las fuerzas de orden público. A los implicados en la «revolución de diciembre», como la llamaron algunos anarquistas, se les aplicó la recién aprobada Ley de Orden Público de 1933. Buenaventura Durruti fue detenido en Barcelona en la tarde del 13 de diciembre de 1933, a consecuencia de la insurrección anarcosindicalista. El gobierno republicano lo deporta como preso preventivo junto a otros anarcosindicalistas a Guinea Ecuatorial y Canarias, en el barco mercante Buenos Aires. 
Por su parte, el fracaso dejó a la CNT rota y desarticulada, y sin órganos de expresión. Los dirigentes sindicalistas más moderados que habían sido expulsados de la CNT, como Juan Peiró de la Federación Sindicalista Libertaria, culparon del desastre a la facción más radical del anarcosindicalismo, la FAI, cuyos integrantes había dominado el «comité revolucionario» de la insurrección.
Durante la insurrección se registraron violentos choques con la fuerza pública, descarrilamientos de trenes, voladuras, destrucción de archivos, incendio de iglesias, sabotajes de vías férreas y puentes, así como líneas telegráficas y telefónicas, junto a numerosos tiroteos y escaramuzas. Diecinueve muertos se produjeron a causa del descarrilamiento del rápido Barcelona-Sevilla, en Puzol (Valencia).